# Berberis
Berberis és un gènere de plantes amb flor. És un gènere originari de les zones de clima temperat o subtropical d'Euràsia, Àfrica i Amèrica. El gènere Berberis està estretament emparentat amb el gènere Mahonia fins i tot alguns botànics inclouen Mahonia dins el gènere Berberis. Diverses espècies de Berberis es fan servir en jardineria tant per les seves fulles, flors i baies. Es fan servir com a tanques o barreres en les cases que són difícilment penetrables per tal com són d'espinoses. Les baies són comestibles i se'n fan sobretot melmelades. Els ocells també se les mengen i dispersen les llavors amb els seus excrements. Tradicionalment se n'havia extret un tint groc. Berberis vulgaris (el coralet) és una planta hoste de la malaltia fúngica important anomenada rovell del blat (Puccinia graminis), i per aquesta raó plantar aquesta espècie de Berberis és prohibit en molts llocs.

## Morfologia
Són plantes arbustives caducifòlies o de fulles persistents. Fan d'un a cinc metres d'alt. Tenen algunes fulles transformades en espines. Les flors poden ser simples o agrupades, depenent de les espècies. El fruit és una baia. El gènere es caracteritza per tenir brots amb dimorfia, així els brots més llargs formen l'estructura de la planta i té uns altres brots curts que només fan d'un a dos mm de llarg. Les fulles dels brots llargs no fan la fotosíntesi i es desenvolupen en tres espines de 3 a 30 mm de llarg i on neix l'espina es desenvolupa un brot curt amb fulles que sí ue fan la fotosíntesi. Aquestes fulles fotosintètiques són simples d'un a 10 cm de llarg. Les flors poden ser solitàries o en raïm, de color groc o taronja d 3 a 6 mm de llarg. Tenen 6 sèpals i 6 pètals. El fruit és una baia petita de 5 a 15 mm de llarg i quan madura és de color roig o blau fosc.

## Taxonomia
Consta d'unes 450 a 500 espècies. Berberis microphylla (Calafate) o l'espècie molt similar Berberis heterophylla i Berberis darwinii (Michay) són dues espècies de Berberis que es troben a la Patagònia (en són els símbols). Es troben tant a l'Argentina com a Xile, són comestibles crues en melmelada i infusió. Berberis vulgaris o coralet és una espècie autòctona dels Països Catalans Els coralets tenen els fruits comestibles i s'utilitzen a vegades com a tanques defensives o en jardineria per la bellesa de les seves coloracions a la tardor. El coralet (Berberis vulgaris) és un intermediari en el procés del cicle de la malaltia molt important del fong del rovell dels cereals, per la qual cosa està prohibida la plantació d'aquesta planta en alguns països.
| Europa i Àsia, caducifolis - Berberis aemulans - Berberis aetnensis - Berberis aggregata - Berberis amurensis - Berberis angulosa - Berberis aristata - Berberis beaniana - Berberis capillaris - Berberis chinensis - Berberis circumserrata - Berberis cretica - Berberis dasystachya - Berberis diaphana - Berberis dictyoneura - Berberis dictyophylla - Berberis dielsiana - Berberis edgeworthiana - Berberis floribunda - Berberis forrestii - Berberis francisci-ferdinandii - Berberis gilgiana - Berberis giraldii - Berberis graminea - Berberis gyalaica - Berberis heteropoda - Berberis hispanica - Berberis jamesiana - Berberis koreana - Berberis lycium - Berberis mitifolia - Berberis morrisonensis - Berberis mucrifolia - Berberis oblonga - Berberis parisepala - Berberis poiretii - Berberis prattii - Berberis sherriffii - Berberis sieboldii - Berberis sikkimensis - Berberis silva-taroucana - Berberis temolaica - Berberis thunbergii - Berberis vernae - Berberis virescens - Berberis virgetorum - Berberis vulgaris - Berberis wilsonii - Berberis yunnanensis - Berberis zabeliana | Europa i Àsia, de fulla persistent - Berberis asiatica - Berberis atrocarpa - Berberis bergmannii - Berberis calliantha - Berberis candidula - Berberis centiflora - Berberis chrysosphaera - Berberis concinna - Berberis coriaria - Berberis coxii - Berberis dumicola - Berberis gagnepainii - Berberis glaucocarpa - Berberis hookeri - Berberis hypokerina - Berberis insignis - Berberis julianae - Berberis kawakamii - Berberis lycioides - Berberis manipuriana - Berberis panlanensis - Berberis potaninii - Berberis pruinosa - Berberis replicata - Berberis sargentiana - Berberis soulieana - Berberis sublevis - Berberis taliensis - Berberis tsangpoensis - Berberis umbellata - Berberis veitchii - Berberis verruculosa | Amèrica del Nord, caducifolis - Berberis canadensis - Berberis fendleri Amèrica de Sud, caducifolis - Berberis cabrerae - Berberis chillanensis - Berberis montana Amèrica de Sud, de fulla persistent - Berberis actinacantha - Berberis buxifolia - Berberis chilensis - Berberis darwinii - Berberis empetrifolia - Berberis hakeoides - Berberis heterophylla - Berberis ilicifolia - Berberis linearifolia - Berberis negeriana - Berberis trigona - Berberis valdiviana |

## Galeria

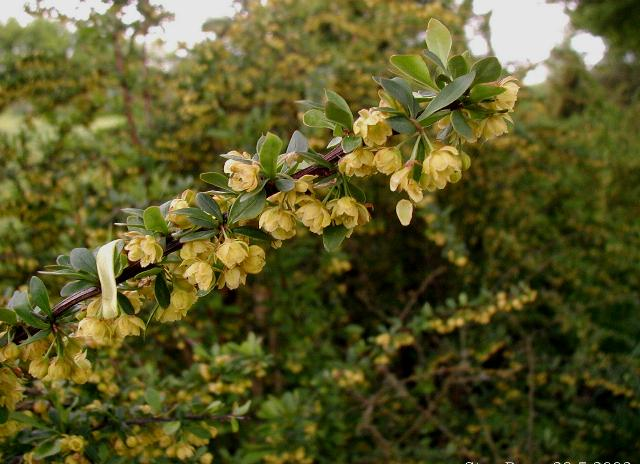
Berberis thunbergii, arbust
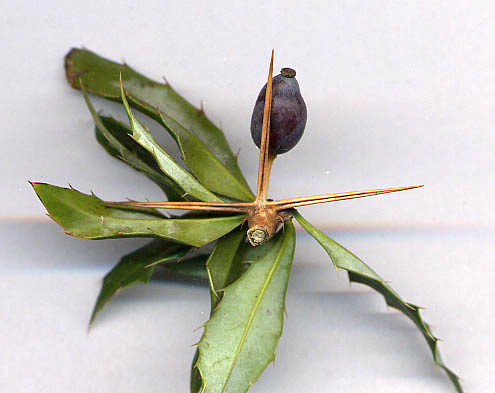
Berberis gagnepainii
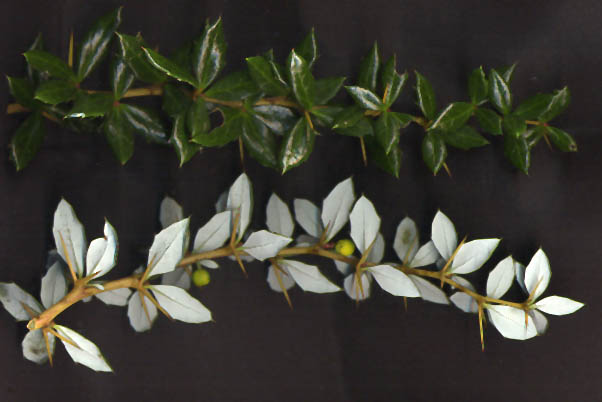
Berberis verruculosa
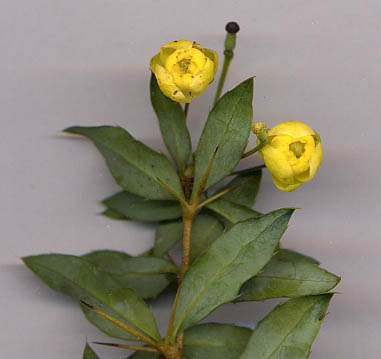
Berberis gagnepainii detall de la flor.
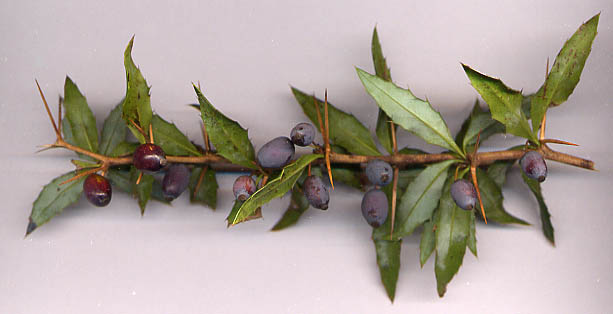
Berberis gagnepainii fruit.
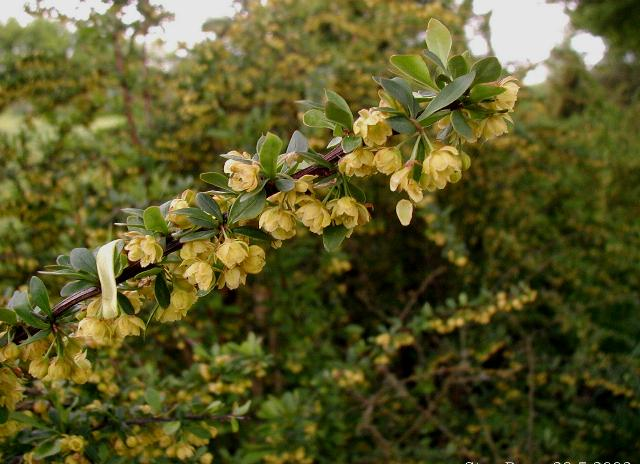
Berberis thunbergii arbust.
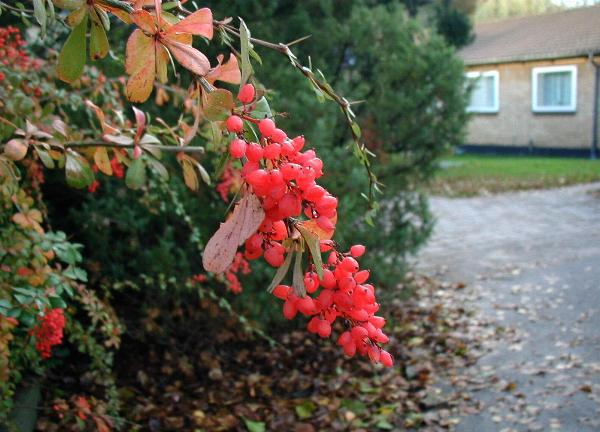
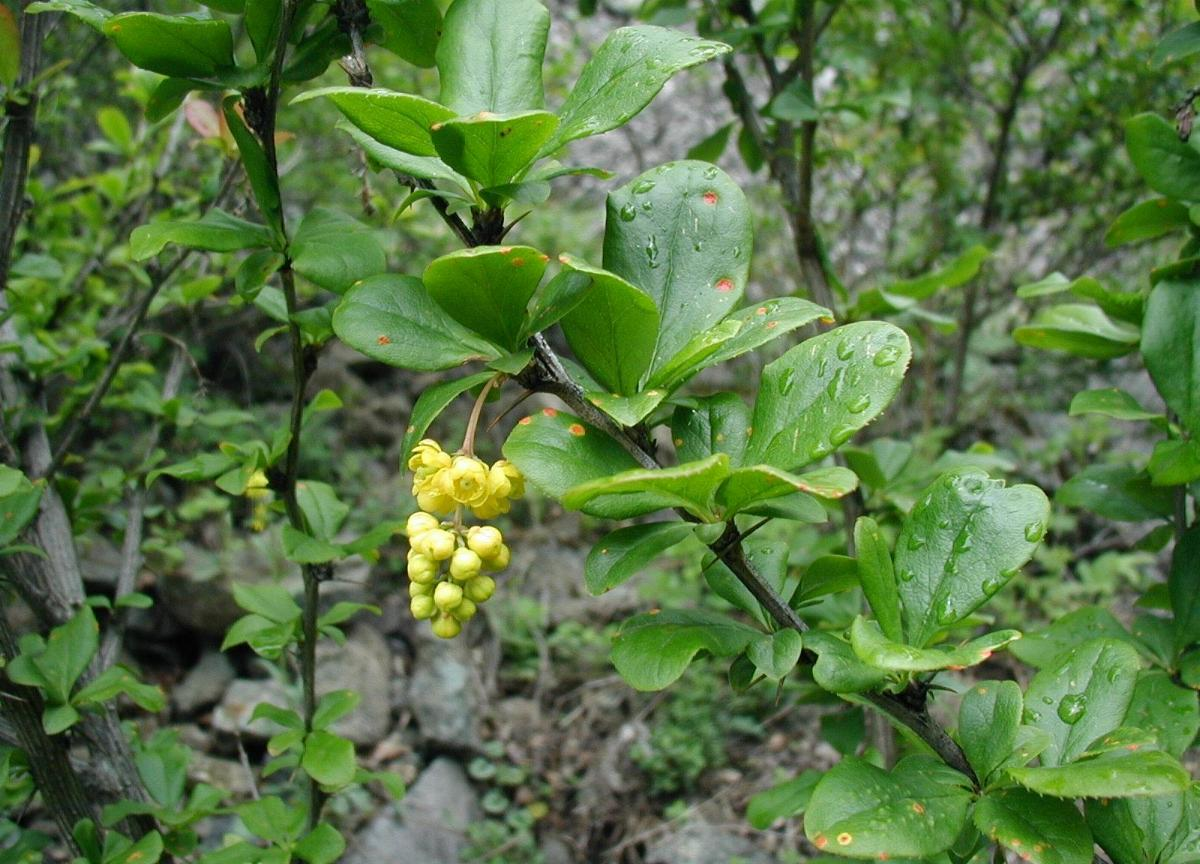
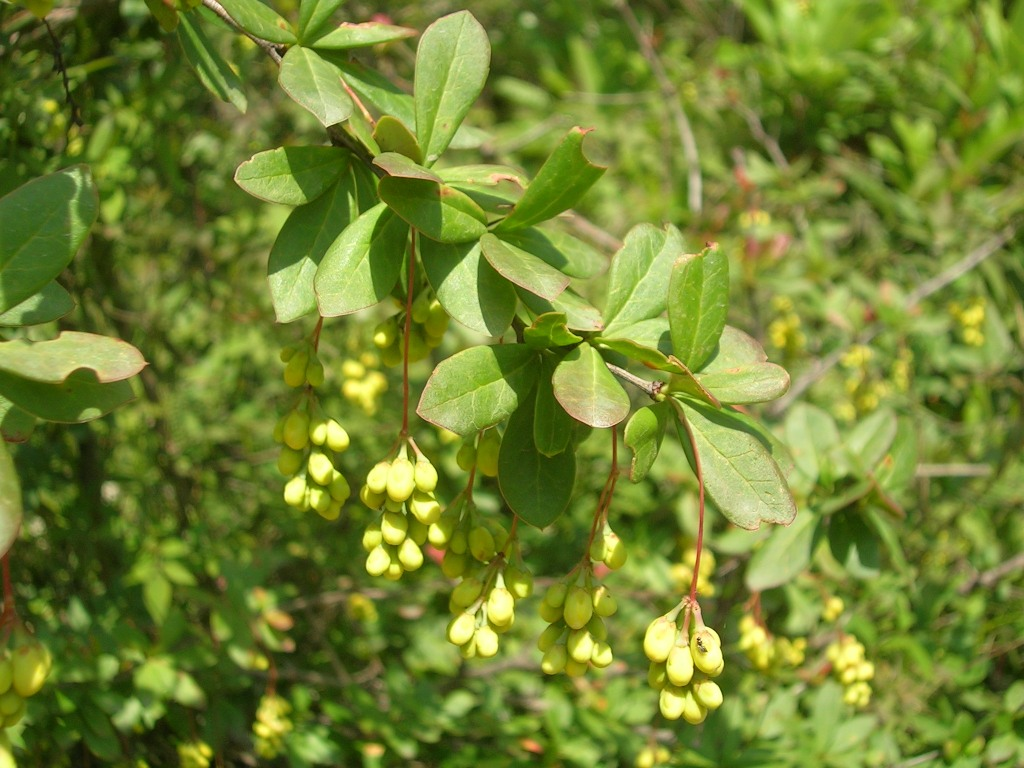
Berberis aristata de l'Himàlaia